# Utahacanthus guntheri
Lo utahacanto (Utahacanthus guntheri) è un pesce estinto, appartenente agli acantodi. Visse nel Carbonifero superiore (circa 318 - 315 milioni di anni fa) e i suoi resti fossili sono stati ritrovati in Nordamerica.

## Descrizione
Questo pesce era di piccole dimensioni, e raramente superava la lunghezza di 10 centimetri. Possedeva un corpo relativamente snello e allungato, con una testa arrotondata. Gli occhi erano grandi e la bocca era posta in posizione leggermente ventrale. Era presente una sola pinna dorsale molto arretrata, sorretta da una spina delicata e piuttosto corta. Probabilmente non erano presenti denti, e nemmeno spine ventrali libere. Utahacanthus si differenziava da altre forme simili come Acanthodes dalla perfetta opposizione di pinna dorsale e pinna anale, e dai raggi delle branchie fortemente sviluppati. Anche le spine che sorreggevano le pinne pelviche erano insolitamente corte. Come altri acantodi, anche Utahacanthus possedeva tre otoliti. 

## Classificazione
Utahacanthus era un membro degli acantodi, un gruppo di pesci molto diffusi nel Paleozoico e dalle affinità incerte. In particolare, sembra che Utahacanthus fosse un membro arcaico della famiglia Acanthodidae, comprendente gli ultimi acantodi sopravvissuti, e anche quelli più specializzati.  
Utahacanthus guntheri venne descritto per la prima volta da Schultze nel 1990, sulla base di resti fossili ritrovati nella zona di Traverse Range, in Utah. 

## Paleoecologia
Utahacanthus doveva essere un nuotatore veloce e agile, ma non è chiaro di cosa si cibasse. 